# Butlla de Luci III
La Butlla de Luci III és un butlla promulgada pel Sant Pare Luci III el 1182 que confirma la patrimonialitat de les esglésies de Calataiud i la Comunitat de Calataiud d'acord amb el que estableix el rei Alfons I d'Aragó en els Furs de Calataiud.

## Aspectes lingüístics
Malgrat que el cos del text és en llatí, és interessant pels aspectes toponímics en aragonès, com ara Berdello, Castellon, Cervera, Terrer, Turrillo, Vadiello, tot i que la majoria dels topònims estan llatinitzats: Fontes, Rosca, Paracollos, Petra, Turealba, etc.
| \| « \| Dilectis filiis presbiteris et clericis de Calatajub et de termino suo salutem et apostolicam benedictionem. Justis petentium desideriis dignum est Nos faciiem prebere assensum et vota que a rationis tramite non discordant affectu sunt prosequente complenda. Ea propler, dilecti in domino filii, vestris justis poslulationibus grato concurrentes assensu, ecclesias vestras de Calatajube, et de termino suo cum ómnibus pertinenciis suis, ecclesiam sáncte Marie medie ville, cum pertinenciis suis, Ecclesiam sancti Andree cum pertinenciis suis, Ecclesiam sancti Johannis de Vallupiel cum pertinenciis suis, Ecclesiam sáncte Marie cum pertinenciis suis, Ecclesiam sancti Jacobi cum pertinenciis suis, Ecclesiam Sancti Petri Serranorum cum pertinenciis suis, Ecclesiam sancti Martini cum pertinenciis suis, ecclesiam sancti Salvatoris cum pertinenciis suis, Ecclesiam sancti Petri Francorum cum pertinenciis suis, Ecclesiam santi Torquati cum pertinenciis suis, Ecclesiam sancti Dominici cum pertinenciis suis, Ecclesiam de Miedes cum pertinenciis suis, Ecclesiam de Castellon cum pertinenciis suis, Ecclesiam de Marha cum pertinenciis suis, Ecclesiam de Duron cum pertinenciis suis, Ecclesiam de Villalba cum pertinenciis suis, Ecclesiam de Sediles cum pertinenciis suis, Ecclesiam de Rosca cum pertinenciis suis, Ecclesiam d'Orera cum pertinenciis suis, Ecclesiam de Viver cum pertinenciis suis, Ecclesiam de Finoges cum pertinencis suis, Ecclesiam de Pleytas cum pertinenciis suis, Ecclesiam de Marach cum pertinenciis suis, Ecclesiam de Brea cum pertinenciis suis, Ecclesiam de Savinian cum pertinenciis suis, Ecclesiam de Paracollos cum pertinenciis suis, Ecclesiam de Embit cum pertinenciis suis, Ecclesiam de Viver de la Sierra cum pertinenciis suis, Ecclesiam de Turealba cum pertinenciis suis, Ecclesiam de Cervera cum pertinenciis suis, Ecclesiam d'Aninione cum pertinenciis suis, Ecclesiam de Villarubea cum pertinenciis suis, Ecclesiam de Vadiello cum pertinenciis suis et de Forcaxo, Ecclesiam de Berdello cum pertinenciis suis, Ecclesiam de Villosca cum pertinenciis earum, Ecclesiam de Turrillo cum pertinenciis suis, Ecclesiam de Moros cum pertinenciis suis, Ecclesiam de Monubles cum pertinencüs suis, Ecclesiam de Alfama cum pertinenciis suis, Ecclesiam de Boverca cum perlinenciis suis, Ecclesiam de Castellón cum pertinenciis suis, Ecclesiam de Ateca cum pertinenciis suis, Ecclesiam de Terrer cum pertinenciis suis, Ecclesiam de Xarava cum pertinenciis suis, Ecclesiam d'Ibdes cum pertinencüs suis, Ecclesiam de Cocos cum pertinenciis suis, Ecclesiam de Petra cum pertinenciis suis, Ecclesiam de Monterde cum pertinenciis suis, Ecclesiam de Flumes cum perlinenciis suis, Ecclesiam de Cenvalla cum pertinenciis suis, Ecclesiam de Tiestos cum pertinenciis suis, Ecclesiam de Cubel cum pertinenciis suis, Ecclesiam de Pardos cum pertinenciis suis, Ecclesiam de Avanto cum pertinenciis suis, Ecclesiam de Monobrega cum pertinenciis suis, Ecclesiam de Castellonciello cum pertinenciis suis, Ecclesiam de Alfarba cum pertinenciis suis, Ecclesiam de Azeret cum pertinenciis suis, Ecclesiam de Athea cum pertinenciis suis, Ecclesiam de Montón cum pertinenciis suis \| » \| | |   |
| | |   |
| « | Dilectis filiis presbiteris et clericis de Calatajub et de termino suo salutem et apostolicam benedictionem. Justis petentium desideriis dignum est Nos faciiem prebere assensum et vota que a rationis tramite non discordant affectu sunt prosequente complenda. Ea propler, dilecti in domino filii, vestris justis poslulationibus grato concurrentes assensu, ecclesias vestras de Calatajube, et de termino suo cum ómnibus pertinenciis suis, ecclesiam sáncte Marie medie ville, cum pertinenciis suis, Ecclesiam sancti Andree cum pertinenciis suis, Ecclesiam sancti Johannis de Vallupiel cum pertinenciis suis, Ecclesiam sáncte Marie cum pertinenciis suis, Ecclesiam sancti Jacobi cum pertinenciis suis, Ecclesiam Sancti Petri Serranorum cum pertinenciis suis, Ecclesiam sancti Martini cum pertinenciis suis, ecclesiam sancti Salvatoris cum pertinenciis suis, Ecclesiam sancti Petri Francorum cum pertinenciis suis, Ecclesiam santi Torquati cum pertinenciis suis, Ecclesiam sancti Dominici cum pertinenciis suis, Ecclesiam de Miedes cum pertinenciis suis, Ecclesiam de Castellon cum pertinenciis suis, Ecclesiam de Marha cum pertinenciis suis, Ecclesiam de Duron cum pertinenciis suis, Ecclesiam de Villalba cum pertinenciis suis, Ecclesiam de Sediles cum pertinenciis suis, Ecclesiam de Rosca cum pertinenciis suis, Ecclesiam d'Orera cum pertinenciis suis, Ecclesiam de Viver cum pertinenciis suis, Ecclesiam de Finoges cum pertinencis suis, Ecclesiam de Pleytas cum pertinenciis suis, Ecclesiam de Marach cum pertinenciis suis, Ecclesiam de Brea cum pertinenciis suis, Ecclesiam de Savinian cum pertinenciis suis, Ecclesiam de Paracollos cum pertinenciis suis, Ecclesiam de Embit cum pertinenciis suis, Ecclesiam de Viver de la Sierra cum pertinenciis suis, Ecclesiam de Turealba cum pertinenciis suis, Ecclesiam de Cervera cum pertinenciis suis, Ecclesiam d'Aninione cum pertinenciis suis, Ecclesiam de Villarubea cum pertinenciis suis, Ecclesiam de Vadiello cum pertinenciis suis et de Forcaxo, Ecclesiam de Berdello cum pertinenciis suis, Ecclesiam de Villosca cum pertinenciis earum, Ecclesiam de Turrillo cum pertinenciis suis, Ecclesiam de Moros cum pertinenciis suis, Ecclesiam de Monubles cum pertinencüs suis, Ecclesiam de Alfama cum pertinenciis suis, Ecclesiam de Boverca cum perlinenciis suis, Ecclesiam de Castellón cum pertinenciis suis, Ecclesiam de Ateca cum pertinenciis suis, Ecclesiam de Terrer cum pertinenciis suis, Ecclesiam de Xarava cum pertinenciis suis, Ecclesiam d'Ibdes cum pertinencüs suis, Ecclesiam de Cocos cum pertinenciis suis, Ecclesiam de Petra cum pertinenciis suis, Ecclesiam de Monterde cum pertinenciis suis, Ecclesiam de Flumes cum perlinenciis suis, Ecclesiam de Cenvalla cum pertinenciis suis, Ecclesiam de Tiestos cum pertinenciis suis, Ecclesiam de Cubel cum pertinenciis suis, Ecclesiam de Pardos cum pertinenciis suis, Ecclesiam de Avanto cum pertinenciis suis, Ecclesiam de Monobrega cum pertinenciis suis, Ecclesiam de Castellonciello cum pertinenciis suis, Ecclesiam de Alfarba cum pertinenciis suis, Ecclesiam de Azeret cum pertinenciis suis, Ecclesiam de Athea cum pertinenciis suis, Ecclesiam de Montón cum pertinenciis suis | » |

## Manuscrits
L'original dels Furs de Calatayud i la Butlla de Luci III estaven en tal mal estat que al segle xiii el rei Alfons III d'Aragó ordenà que el manuscrit fos restaurat, confirmant de nou els Furs, però no es conserva aquest document original, restant-ne belles còpies:
- Una còpia en l'Arxiu de Barcelona (abreviatura Barch).
- Una còpia de 1554 ordenada pel Justícia d'Aragó i conservada a l'Arxiu parroquial de Calatayud.
- L'edició de Don Muñoz (abreviatura MZ).
- L'edició de Bofarull (abreviatura B).
- Una còpia de tenia Don Miguel Monterde abreviatura Mont).

Mentre que la còpia de l'Arxiu de Barcelona encara si llegeix Berdello i Castellon, i alguna incipient castellanització com Forcaxo per Forcallo, en les edicions més tardanes com la de Bofarull els topònims en aragonès com Berdello, Castellon, Castellonciello es presenten ja totalment castellanitzats Berdeyo, Casteyon, Casteyonciello.